# Смитсониан (станция метро)
Смитсониан (англ. Smithsonian) — станция Вашингтонгского метрополитена, совместная для Синей, Оранжевой и Серебряной линий.
Станция обслуживается «Транспортным Управлением Вашингтонской Агломерации».
Станция была открыта 1 июля 1977 года.

## Характеристика
Тип станции — односводчатая подземная. Она представлена двумя боковыми платформами.
Станция Смитсониан расположена в парке Нэшнл Молл в Даунтауне и названа из-за непосредственной близости к музеям Смитсоновского института, Юго-Западный квадрант Вашингтона. Также поблизости расположены Монумент Вашингтону и пруд Tidal Basin, несколько зданий федеральных учреждений (Министерство сельского хозяйства, Министерство энергетики).
Станция имеет два выхода: северный — в южной части Национальной аллеи у Джефферсон-драйв и южный — юго-западный угол Индепенденс-авеню и 12-й улицы.
Пассажиропоток — 4.549 млн. ▲ 2% (на 2006 год).

## Эксплуатация
Открытие станции было совмещено с завершением строительства 1-й очереди Синей линии — участка длиной 19,0 км, соединяющей Национальный аэропорт и РФК Стэдиум и открытием ещё 17 станций: Арлингтонское кладбище, Вашингтонский национальный аэропорт имени Рональда Рейгана, Истерн-Маркет, Кристал-сити, Кэпитал-Саут, Л'Энфант плаза, Мак-Фёрсон-сквер, Пентагон, Пентагон-сити, Потомак-авеню, Росслин, Федерал-Триэнгл, Стэдиум-Армэри, Фаррагут-Уэст, Федерал-Сентер Саут-Уэст и Фогги-Боттом — Джи-Дабл-ю-Ю.  Оранжевая линия обслуживает станцию со времени открытия 20 ноября 1978 года. Серебряная линия обслуживает станцию со времени открытия 26 июля 2014 года.
Сейчас станция эксплуатируется одновременно (по одним путям в разные направления) тремя линиями: Синей, Оранжевой и Серебряной.
В период 2002—2008 года 4 июля станция закрывалась на целый день.